# たつの市立龍野東中学校
たつの市立龍野東中学校 （たつのしりつ たつのひがしちゅうがっこう）は兵庫県たつの市に所在する公立中学校。

## 沿革
戦後の学制改革において、龍野町・小宅村・神岡村の3町村は県内他町村のような組合設立には動かず、それぞれ町村立小学校や他の建物を間借りする形で新制中学校を設立する。一方誉田村は揖東中学校の組合に参加し、対応が分かれた。龍野中と小宅中は両町村の合併によりほどなく統合されたが、1951年（昭和26年）に龍野町を中心とする5町村が合併し龍野市となった際にこれらの中学校は存置された。
1956年（昭和31年）頃より、文部省が統廃合を推し進める方針を示すと、龍野市でもそのための審議を始める。しかし、校区割による生徒数格差や、被差別部落を抱える校区に対する差別意識等が重なり、1957年（昭和32年）5月の市議会で可決された統合案が住民団体等からの強い反対運動により撤回に追い込まれる。1960年代に入り揖東中学校の火災消失や龍野中学校・揖保中学校の校舎老朽化問題が持ち上がると1966年（昭和41年）に再び統合問題が浮上する。結果、龍野市域4中学校を2校に再編することが1966年12月の市議会で可決される。以下、公式HP「沿革」による。
- 1947年（昭和22年）4月1日 - 神岡村立神岡中学校、龍野町立龍野中学校、小宅村立小宅中学校の3校が、それぞれ旧町村域を校区として開校。
- 1947年（昭和22年）5月23日 - 揖東中学校開校式[4]。
- 1949年（昭和24年）4月1日 - 龍野、小宅の両中学校が統合し、新・龍野町立龍野中学校となる。
- 1950年（昭和25年）4月1日 - 兵庫県立龍野実業高等学校定時制神岡分校設置、神岡中と校舎を共用する。
- 1951年（昭和26年）4月1日 - 龍野市市政施行により、それぞれ龍野市立神岡中学校、龍野市立龍野中学校と改称。
- 1956年（昭和31年）4月1日 - 兵庫県立龍野実業高等学校定時制神岡分校を林田分校へ併合、神林分校と称す（校舎林田）。
- 1958年（昭和33年）4月1日 - 龍野市立誉田小学校区域が、揖東中から龍野中へと通学区域変更[注 1]。
- 1964年（昭和39年）8月 - 龍野中が日飼100番地（現在の本校地）に移転。
- 1967年（昭和42年）4月 - 神岡中と、龍野中のうち川東・誉田地区を校区として統合し、龍野市立龍野東中学校設立。両中学校をそれぞれ神岡校舎、龍野校舎とする。
- 1969年（昭和44年）4月 - 神岡校舎を廃し龍野校舎に完全統合。
- 1969年（昭和44年）5月17日 - 開校式挙行。以後この日を開校記念日とする。
- 1970年（昭和45年）9月 - 校歌制定（作詞:山本豊子、校閲:高田正太郎、作曲:有賀正助）。
- 2005年（平成17年）10月1日 - 龍野市が合併によりたつの市となったことに伴い、たつの市立龍野東中学校に改称。
- 2019年（令和元年）11月 - 兵庫県学校歯科保健最優秀校。

## 部活動
平成以降では、サッカー部、女子バレーボール部、女子ソフトテニス部、陸上競技部に全国大会出場の実績がある。

### 運動部
- 野球部
- ソフトボール部
- バレーボール部
- バスケットボール部
- ソフトテニス部
- 卓球部
- 陸上競技部
- サッカー部
- 水泳部
- 剣道部

### 文化部
- 吹奏楽部
- ギターマンドリン部
- 美術部
- 生け花部
- 家庭科部

## 交通アクセス
- JR姫新線 本竜野駅下車、徒歩15分
- 山陽自動車道 龍野ICから車で約10分
- 太子竜野バイパス 福田ランプから車で約15分

## 校区
たつの市龍野町（川東）、神岡町、誉田町。以下の小学校の通学区域が該当する。
- たつの市立小宅小学校
- たつの市立神岡小学校
- たつの市立誉田小学校

## 校区が隣接している学校
- たつの市立揖保川中学校
- たつの市立龍野西中学校
- たつの市立新宮中学校
- 姫路市立林田中学校
- 姫路市立大白書中学校
- 太子町立太子東中学校
- 太子町立太子西中学校